# SK Otava Katovice
SK Otava Katovice (celým názvem: Sportovní klub Otava Katovice) je český fotbalový klub působící v městysi Katovice v Jihočeském kraji. Své domácí zápasy týmy odehrává na fotbalovém hřišti v areálu U lesa. Klubovými barvami jsou modrá a bílá. V sezoně 2019/2020 hrály Katovice poprvé v historii Divizi A, v níž figurují do současnosti.

## Historie
Fotbalový sportovní klub Otava Katovice byl založen v roce 1928 z řad místních nadšenců a několika bývalých hráčů strakonického oddílu. První název klubu byl SK Katovice. Až do roku 2019 byl nejvyšší hranou soutěží katovického týmu Krajský přebor mužů Jihočeského kraje, který se zde hrál v sezonách 1983/84 – 1984/85, 1989/90 – 1999/2000, 2008/2009 a 2015/16 – 2018/19. Nejlepším umístěním v této soutěži byl třikrát titul vicemistrů krajského přeboru (2. místo) v sezonách 1991/92, 2015/2016 a 2018/2019. V sezoně 2014/2015 vyhrály Katovice I.A třídu, sk. A. V sezoně 2018/2019 obsadilo A mužstvo 2. místo v krajském přeboru za suverénním Olešníkem. Vítězný Olešník však nepřihlásil divizní soutěž, SK Otava Katovice jej zastoupil, a proto se v sezoně 2019/2020 hrála poprvé v Katovicích divizní soutěž, konkrétně Divize A. V prvním roce v této soutěži obsadili 3. příčku za Přešticemi a rezervou Dynama České Budějovice; tato sezona však byla poznamenána pandemií covidu-19, kvůli níž byla ukončena po 16 kolech.
| Sezona    | Soutěž         | Konečné umístění | Trenér                                                         |
| --------- | -------------- | ---------------- | -------------------------------------------------------------- |
| 2022/2023 | Divize A       |                  |                                                                |
| 2021/2022 | Divize A       | 6.               | Přemysl Šroub                                                  |
| 2020/2021 | Divize A       | 9.2              | Přemysl Šroub                                                  |
| 2019/2020 | Divize A       | 3.1              | Přemysl Šroub (od 17. září 2019) Roman Malý (do 16. září 2019) |
| 2018/2019 | Krajský přebor | 2.               | Roman Malý                                                     |
| 2017/2018 | Krajský přebor | 9.               | Roman Malý                                                     |
| 2016/2017 | Krajský přebor | 4.               | Roman Malý                                                     |
| 2015/2016 | Krajský přebor | 2.               | Roman Malý                                                     |
| 2014/2015 | I. A třída     | 1.               | Roman Malý                                                     |
| 2013/2014 | I. A třída     | 3.               | Roman Malý                                                     |
| 2012/2013 | I. A třída     | 3.               | Roman Malý                                                     |
| 2011/2012 | I. A třída     | 4.               | Roman Malý                                                     |
| 2010/2011 | I. A třída     | 2.               | Roman Malý                                                     |
| 2009/2010 | I. A třída     | 9.               | Pavel Běloušek Roman Malý                                      |
| 2008/2009 | Krajský přebor | 15.              | Stanislav Blažek Pavel Běloušek                                |
| 2007/2008 | I. A třída     | 1.               | Stanislav Blažek                                               |
| 2006/2007 | I. A třída     | 4.               | Stanislav Blažek                                               |
| 2005/2006 | I. A třída     | 12.              | Jaroslav Voříšek (jaro) Milan Kochta (podzim)                  |
| 2004/2005 | I. A třída     | 10.              | Milan Kochta (jaro) Bohumil Holík (podzim)                     |
| 2003/2004 | I. A třída     | 2.               | Milan Kochta                                                   |
| 2002/2003 | I. A třída     | 4.               | Milan Kochta                                                   |
| 2001/2002 | I. A třída     | 9.               | Ivo Hanzal (jaro) Václav Palivec ml. (podzim)                  |
| 2000/2001 | I. A třída     | 4.               | Václav Palivec ml.                                             |
| 1999/2000 | Krajský přebor | 16.              | Jaroslav Pojar                                                 |

Poznámky: 
1: Sezona 2019/2020 byla rozhodnutím Výkonného výboru FAČR z důvodu pandemie covidu-19 ukončena 16. kolem, odehrál se tedy pouze jeden zápas jarní části soutěže.
2: V sezoně 2020/2021 bylo odehráno pouze 8 kol z důvodu pandemie covidu-19. Pro tuto sezonu nebyl vyhlášen vítěz, nikdo nepostoupil ani nesestoupil.

## Současnost
V areálu U lesa se nacházejí 2 velká hřiště – hlavní (104 x 62 m) a hřiště JUNIOR (100 x 64 m) a minihřiště s umělou trávou (20 x 40 m). Hřiště JUNIOR vzniklo v roce 2007 zatravněním původního škvárového hřiště.
V sezoně 2021/2022 pod hlavičkou SK Otava Katovice hrály 2 mužské týmy, 5 mládežnických a stará garda. "Muži A" hrají mistrovské zápasy v Divizi A, "Muži B" pak okresní přebor okresu Strakonice spolu s týmem Poříčí A.

## Galerie

SK Otava Katovice
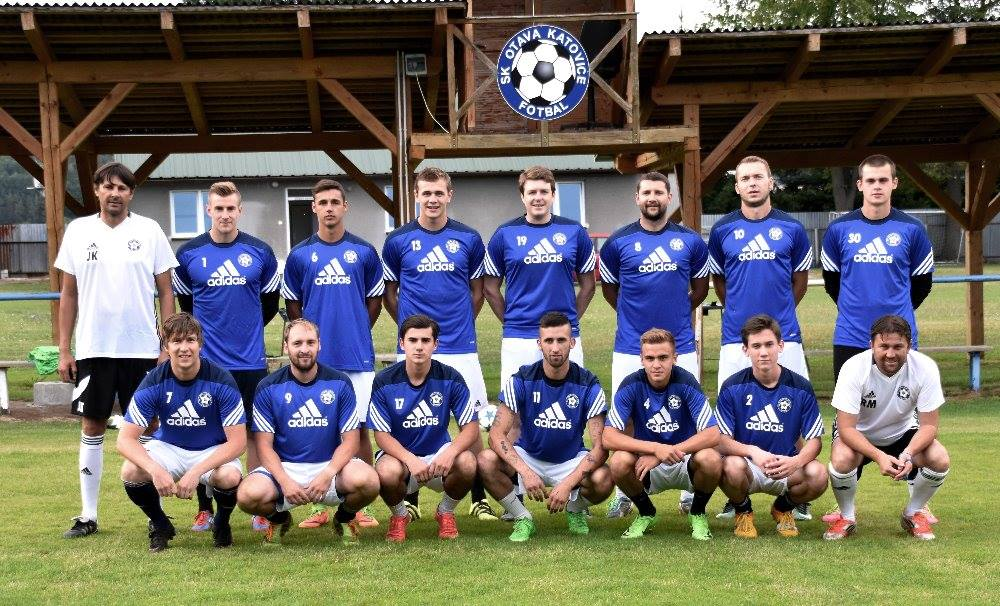
A mužstvo SK Otava Katovice před sezonou 2018/19
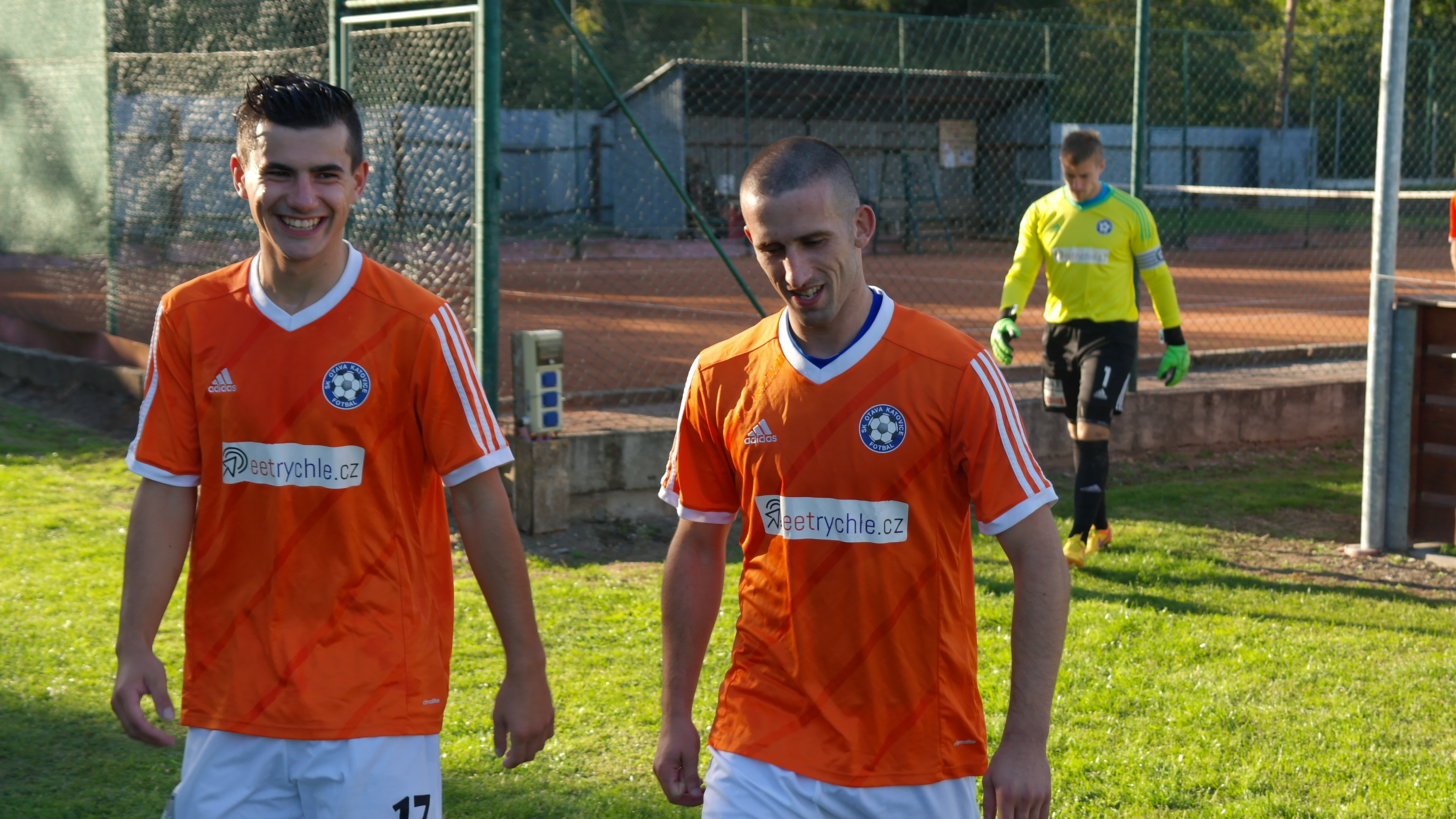
Nástup Katovických hráčů na hřiště (2018)